# Internatsschule Schloss Hansenberg

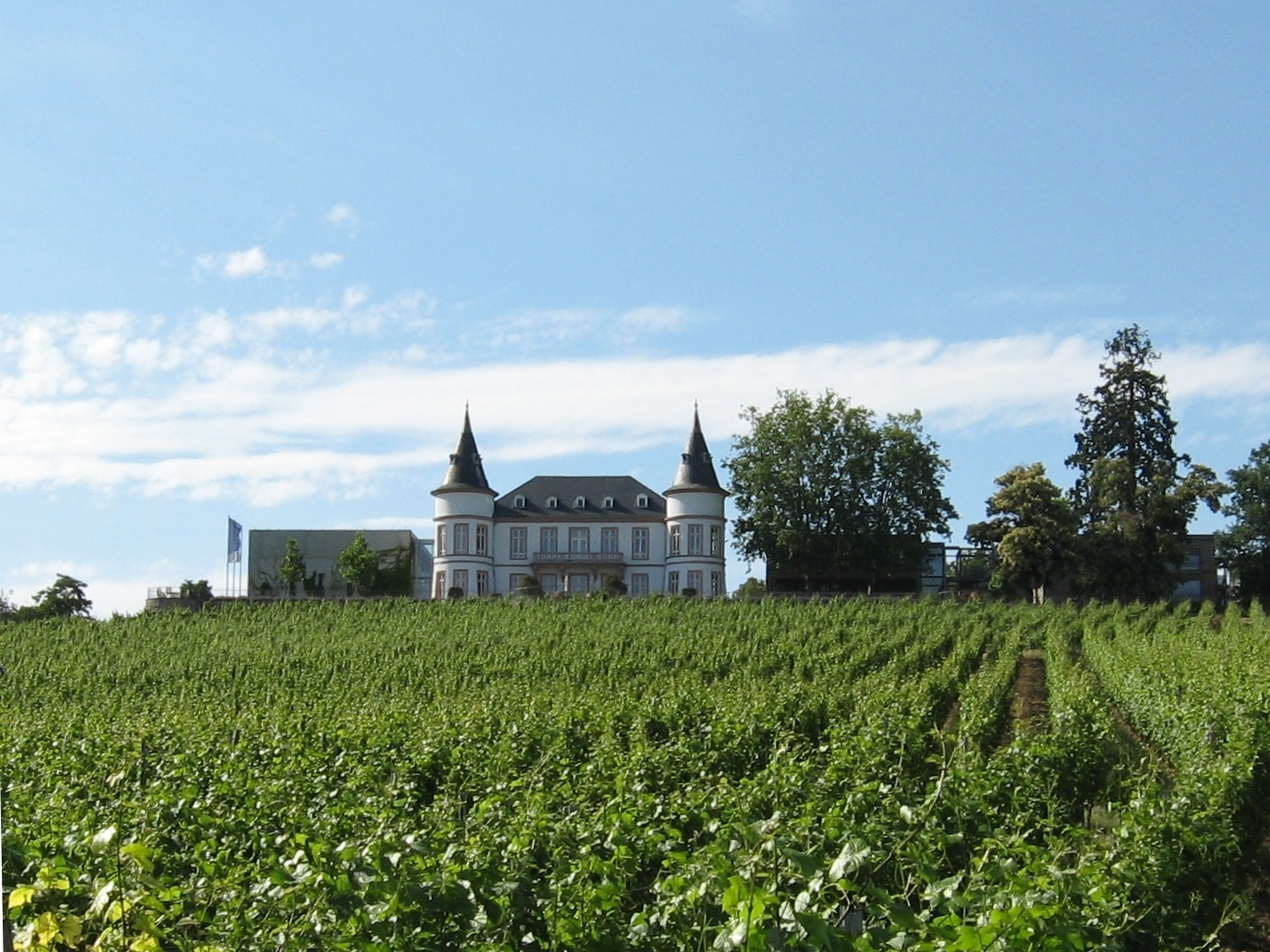
Schloss Hansenberg oberhalb des Weinbergs Hansenberg

Die Internatsschule Schloss Hansenberg ist ein koedukatives Oberstufen-Internat in Trägerschaft des Landes Hessen. Sie wurde 2003 als Schule für besonders begabte, leistungsmotivierte und sozial kompetente Schüler vom Land Hessen gegründet.

## Standort
Die hessische Internatsschule liegt auf der Schloßheide im Geisenheimer Stadtteil Johannisberg im Rheingau.

## Schule
Das Ziel der Schule ist die Förderung besonders begabter, leistungsmotivierter und sozial kompetenter Schüler. Schüler werden nach der Mittelstufe zu Beginn der gymnasialen Oberstufe aufgenommen: nach der 9. Klasse (G8-Gymnasien oder Gesamtschulen mit G8-Bildungsgang) oder nach der 10. Klasse (Schulen mit gymnasialem Bildungsgang nach G9). Besonders leistungsstarke Schüler im G9-Gymnasium oder an Gesamtschulen haben gegebenenfalls die Möglichkeit, das letzte Jahr der Mittelstufe zu überspringen, also auch nach der 9. Klasse aufgenommen zu werden. Klassen-, Gruppen- und Fachräume befinden sich in dem 2003 gebauten Schulgebäude.

## Profil
Ein besonderer Schwerpunkt der schulischen Ausbildung liegt im Fach Mathematik, den Naturwissenschaften und Informatik sowie Politik und Wirtschaft. Als Leistungskurse müssen daher Politik und Wirtschaft, Mathematik und eine Naturwissenschaft oder Informatik belegt werden.
In der Qualifikationsphase findet in der Regel ein Auslandspraktikum statt. Als Fremdsprachen werden Englisch, Französisch, Latein, Spanisch und Chinesisch angeboten. Neben dem schulischen Schwerpunkt bietet die Internatsschule auch weitreichende Betätigungsmöglichkeiten, wie z. B. Wettbewerbe auf außerschulischer Ebene. So können sich künstlerisch-musisch Begabte zum Beispiel in Orchester, Chor, Band oder Kunst-AGs engagieren.

## Lernlabor
Das Lernlabor der ISH ist eine flexible, personalisierte Unterrichtsform, die montags bis freitags in der dritten und vierten Stunde stattfindet. Sie ersetzt für alle Fächer ab drei Wochenstunden eine Stunde Unterricht in der Klasse bzw. im Kurs und ist gleichermaßen Regelunterricht.
Das Lernlabor unterstützt eigenverantwortliches Lernen. Sein Ziel ist es, die Jugendlichen hinsichtlich ihrer persönlichen Begabungen und Potenziale individuell zu fördern. Die Öffnung des Klassenunterrichts hin zum selbstverantworteten und -organisierten Lernen an selbstgewählten Lernorten mit selbstgewählter Lehrkraft oder Mentorin/Mentor erachtet die Schule dabei als einen wichtigen Schritt in der Unterrichtsgestaltung. Die ISH befindet sich mit dieser Idee ebenso wie mit der Bedeutung, die sie der mentoriellen Begleitung begabter und leistungsmotivierter Schülerinnen und Schüler beimisst, im Einklang mit der aktuellen Begabungsforschung, an der sie sich aktiv beteiligt.
Das Lernlabor beinhaltet entsprechend den Bedürfnissen der Schülerinnen und Schüler Kompensation, Enrichment oder Akzeleration und wird mentoriell durch den Lehrer-Mentor begleitet, der sich einen kontinuierlichen Überblick über die Arbeit seiner Mentees im Lernlabor verschafft und sich darüber mit ihnen im Austausch befindet.
Es ist auch für die kurs-, jahrgangs- und fachübergreifende Zusammenarbeit von Fachlehrkräften hervorragend nutzbar. Auch Gruppenarbeit ist eine wichtige Komponente der Arbeit im Lernlabor.

## Internat

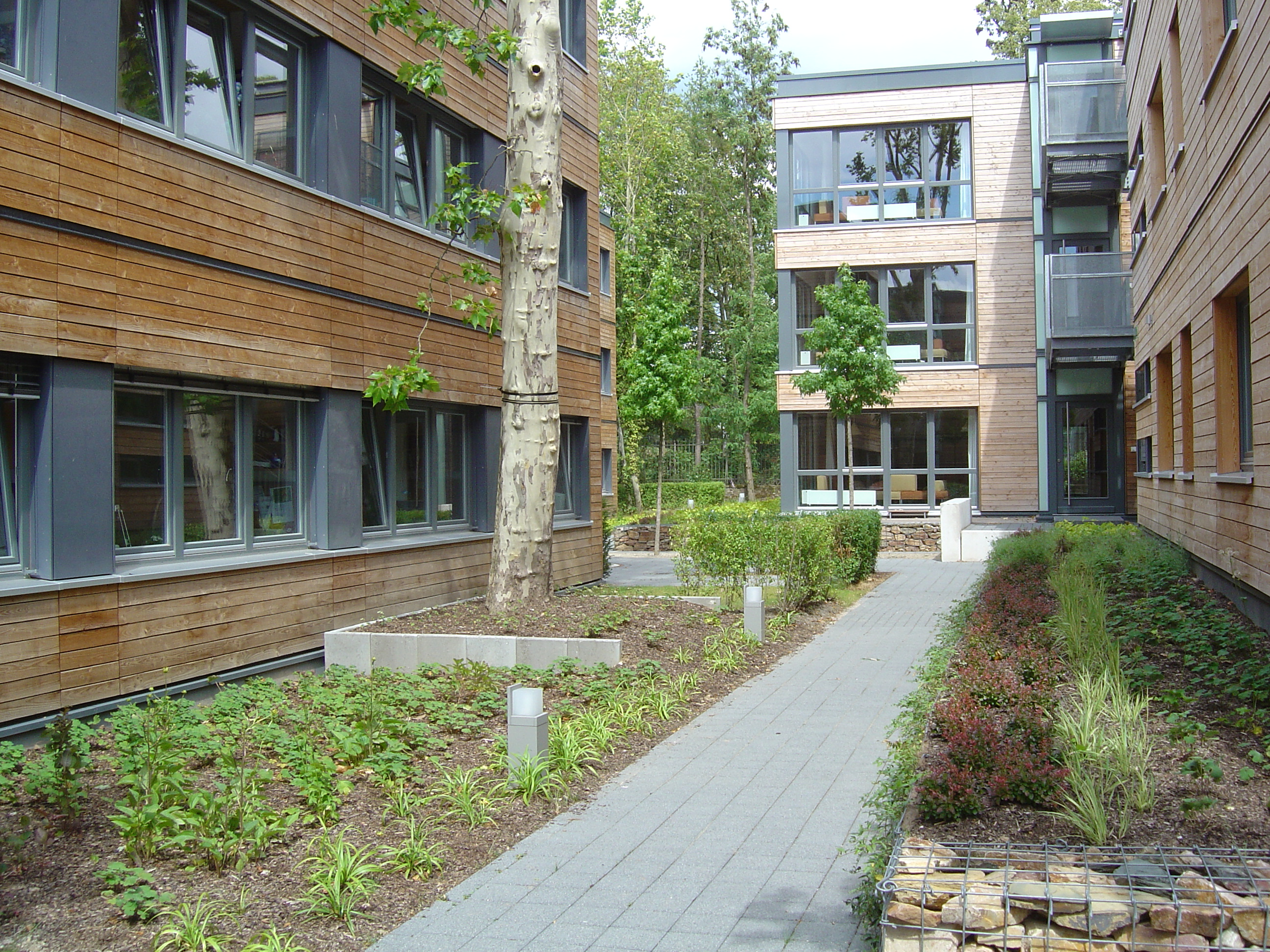
Internatshäuser

Um das ganzheitliche Konzept zu unterstützen, wohnen fast alle Schüler im Internat. Für Schüler, die in unmittelbarer Nähe wohnen, gibt es auch die Möglichkeit, sich als externe Schüler zu bewerben. Das Verhältnis von Mädchen zu Jungen ist dabei nahezu 1:1.
Acht der Internatshäuser (Haus 1, 3–9) sind dreistöckig, wobei jede der drei Etagen von einer achtköpfigen Wohngruppe bewohnt wird. Jede Gruppe wird von einem Mentor aus dem Lehrerkollegium und einem Sozialpädagogen in schulischen und außerschulischen Themenstellungen betreut. Neben der umfangreichen Bibliothek können von den Schülern Musikübungsräume, der Raum der Stille, der Fitnessraum, die Fahrradwerkstatt, die Werkstatt und der Jugend-forscht-Raum in der Freizeit genutzt werden.
Das Internat beherbergt insgesamt bis zu 200 Jungen und Mädchen aus drei unterschiedlichen Jahrgangsstufen.
Im Haus 2 befinden sich das Büro der Sozialpädagogen sowie Mitarbeiterwohnungen, Büros und die Krankenwohnung.
2014 wurde ein zehntes Haus fertig gestellt, in dem Wohngruppen und der Raum der Stille untergebracht sind.

## Aufnahme
Eine Aufnahme an der Internatsschule Schloss Hansenberg ist nur zum Ende der neunten (G8) bzw. zehnten (G9) Klasse möglich. Außerdem besteht für besonders leistungsstarke Schüler die Möglichkeit, nach der neunten Klasse (G9) die zehnte Klasse zu überspringen. Alle Bewerber müssen an einem mehrstufigen Auswahlverfahren teilnehmen. Dieses besteht aus einem Bewerbungsschreiben inklusive Motivation, einem IQ-Test und einem sogenannten Auswahlwochenende, an dem Rhetorik, Team- und Kritikfähigkeit sowie naturwissenschaftliche Kenntnisse geprüft werden. Außerdem müssen sich die Bewerber einem Interview von Schulleitung, Sozialpädagogen und Alumni unterziehen.

## Partnerschaften
Neben dem Land Hessen förderten seit der Gründung die Konzerne Altana und die Dresdner Bank (seit 2009 Commerzbank) und seit 2004 auch die Linde AG die Schule finanziell.
Im Juni 2008 wurden die Verträge des Landes Hessen mit den drei Unternehmensvertretern bis 2014 verlängert. Mit der Linde Group gab es eine weitere Verlängerung der Verträge bis 2020. Von Anfang 2015 bis 2017 war sie so das alleinige Partnerunternehmen der Schule, bis im Januar 2017 die Merck KGaA ihre Förderung der Schule mit 50.000 Euro pro Jahr bekannt gab. Seit 2018 fördert die Fraport AG die Institution ebenfalls mit 50.000 Euro pro Jahr.
Die Schule führt darüber hinaus Partnerschaften mit der Hochschule Geisenheim, der Johann Wolfgang Goethe-Universität Frankfurt am Main und der Technischen Universität München.

## Geschichte
Das Hauptgebäude wurde 1823 durch den Johannisberger Pädagogen Johannes de Laspée erbaut. Er plante das Schloss als naturnahe Schule und Erziehungsanstalt für Waisenkinder.

## Bekannte Ehemalige
- Ivo Zell (* 1998), erster deutscher Gewinner des Gordon E. Moore Award für herausragende innovative Forschung bei der Intel International Science and Engineering Fair im Jahr 2017.[14][15]
- Niklas Garnadt, Generalsekretär des Sachverständigenrats für Wirtschaft